# Альпийский тип рельефа
Альпийский тип рельефа или горы альпийского типа (также горно-ледниковый рельеф) — тип рельефа горных стран, подвергшихся оледенению (современному или в другое время в четвертичном периоде). По геологическому строению — это молодые горы альпийской складчатости, для которых характерны крутые склоны, узкие ущелья, остроконечные вершины, при этом высота гор зависит от континентальности климата, географической широты и экспозиции склонов. Альпийский тип рельефа впервые описан в Альпах. Занимает большие площади в Гималаях, на Кавказе, Памире. В Казахстане характерен в северных хребтах и отрогах Тянь-Шаня (Заилийский Алатау, Джунгарский Алатау) и на Алтае.